# La Vega (programa de televisión)
La Vega es un documental de telerrealidad chileno, creado y producido por Fabula y emitido por Televisión Nacional de Chile entre 2016 y 2018. Es conducido por Leo Caprile.
En el programa se muestra a Manuel Asalgado vs el Princeso donde ambos tienen dificultades para trabajar, y la polémica discusión por 10mil pesos, siendo el mayor ranking y produciendo un crecimiento de este programa. «nini» principalmente entre los 18 a 26 años, que supuestamente creen haber postulado a un reality show, pero que son sorprendidos al enterarse de que entrarán a un programa para rehabilitación de flojos, por petición de sus padres u otros familiares. Los participantes son llevados a trabajar a la Vega Central, ubicado en la comuna de Recoleta, dentro del Gran Santiago, para enfrentarse a tres jornadas de trabajo tras las cuales se les otorgará una remuneración de acuerdo a su desempeño.
En julio de 2017 fue estrenada su segunda temporada. En septiembre de 2018 se estrenó la tercera temporada.

## Formato del programa

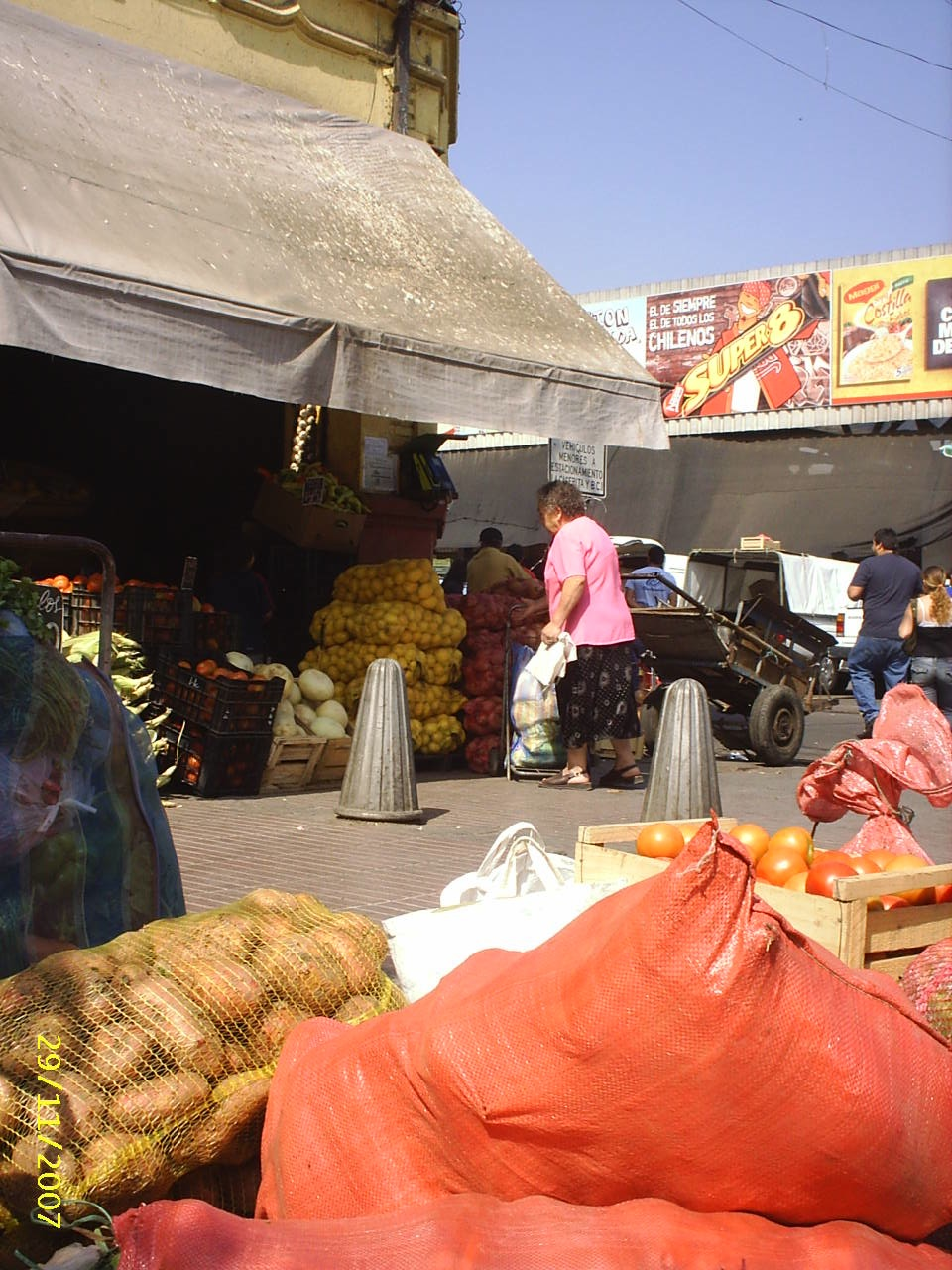
Patio de La Vega Central

Los participantes tienen como «padrino» a Arturo Guerrero (gerente de La Vega), quien está a cargo del bienestar y el compromiso de los trabajadores, y quien les quita sus teléfonos. Cada una de las tres jornadas deben trabajar en una de las dependencias de la Vega, a cargo de un «capataz». Después del cada jornada el/la concursante no vuelve a su casa, sino que permanece en una pensión. Después del primer día se le muestra un mensaje de ultimátum de parte de su familia, donde se les amenazaba de ser expulsados de su hogar si no cambian su actitud, pero en la segunda temporada fue remplazada por la misión de tener limpia la pensión, cocinarse su comida y lavar la ropa.

Dentro de las jornadas de trabajo se realiza la «prueba del tesoro», donde deben superar una prueba para retener uno de sus bienes personales (teléfono, ropa u otro utensilio), y la «prueba del bono», si es superada les otorgará una bonificación en dinero que se sumará a su remuneración final. Al final del programa, los tres capataces evalúan el desempeño del participante, y en razón de esto le otorgan una suma de dinero; en la primera temporada, si los concursantes podían recibir hasta $500 000. Ninguno de los participantes ha logrado obtener el máximo.

### Desafíos
- «Prueba del Tesoro»: Consistía en cumplir cierta tarea en pocos minutos para recuperar el bien más preciado y/o con valor sentimental del participante.
- «Prueba del Bono»: Consistía en cumplir otra tarea con orden y disciplina en cierta cantidad de tiempo para ganar $100 000 de bonificación extra.
- «Dilema»: El participante tuvo que elegir entre 2 opciones en el final del programa, «todo o nada», ya que el dinero recaudado podría ir destinado para ayudar a su familia, o dejarse todo el dinero para el concursante y tener beneficios propios con este.

## Capítulos
| Capítulo | Nombre del capítulo                                        | Fecha                    | Participante                   | Edad | Ciudad de residencia |  |
| -------- | ---------------------------------------------------------- | ------------------------ | ------------------------------ | ---- | -------------------- |  |
| 1        | "Gerson conoció lo que es el trabajo"                      | 13 de septiembre de 2016 | Francisco Gerson Ahumada Palma | 25   | Santiago             |  |
| 2        | "Pilar cambió el carrete por el trabajo en La Vega"        | 20 de septiembre de 2016 | Pilar Muñoz                    | 25   | Antofagasta          |  |
| 3        | "El "Princeso" que dejó con dolor de cabeza a La Vega"     | 27 de septiembre de 2016 | Leonardo Pérez                 | 25   | Valparaíso           |  |
| 4        | "El "Primero de mayo" se deja caer en La Vega"             | 3 de octubre de 2016     | Mauricio Sandoval              | 32   | Santiago             |  |
| 5        | ""Miss Pinturita" sufre trabajando en La Vega"             | 10 de octubre de 2016    | Ligia Pamela Figueroa          | 21   | Santiago             |  |
| 6        | "Esta "alcayota" dio jugo en La Vega"                      | 17 de octubre de 2016    | José Ignacio Arriagada Iturra  | 22   | Santiago             |  |
| 7        | "Priscila no se dejó domar en La Vega"                     | 24 de octubre de 2016    | Priscilla Oyarzo               | 26   | Santiago de Chile    |  |
| 8        | "El gitano que hizo de las suyas en La Vega"               | 31 de octubre de 2016    | Sebastián Yovanovich           | 16   | Santiago de Chile    |  |
| 9        | "Fredd dejó el carrete por La Vega"                        | 7 de noviembre de 2016   | Fredd Díaz                     | 20   | Santiago             |  |
| 10       | "La Ale descubrió el valor del trabajo"                    | 14 de noviembre de 2016  | Alexandra Cuevas Riveros       | 30   | Santiago de Chile    |  |
| 11       | "Mario aprendió una gran lección"                          | 21 de noviembre de 2016  | Mario Ignacio Espinoza         | 20   | Santiago de Chile    |  |
| 12       | "Un masajista en La Vega"                                  | 28 de noviembre de 2016  | Cristián Silva Carreño         | 28   | Buín                 |  |
| 13       | "El consentido de La Vega"                                 | 5 de diciembre de 2016   | Fernando Córdova               | 23   | Santiago de Chile    |  |
| 14       | "Víctor supo lo que es el trabajo"                         | 12 de diciembre de 2016  | Víctor Matías Moya Cerda       | -    | Melipilla            |  |
| 15       | "La doble de Cecilia le puso ritmo al trabajo"             | 19 de diciembre de 2016  | Camila Arismendi               | 24   | Santiago de Chile    |  |
| 16 (1)   | "Hans y Pía,una pareja que comparte el amor y la flojera"  | 16 de julio de 2017      | Hans Landeros y Pía Salas      | ?    | ?                    |  |
| 17 (2)   | "La princesa que cambió su palacio por La Vega"            | 23 de julio de 2017      | Sandy Mendez                   | ?    | Santiago de Chile    |  |
| 18 (3)   | "Matías dejó los videojuegos en casa y se puso a trabajar" | 30 de julio de 2017      | Matías Sandoval                | 23   | Santiago de Chile    |  |
| 19 (4)   | "Norman puso en jaque a La Vega"                           | 6 de agosto de 2017      | Norman Ulcen                   | 28   | Santiago de Chile    |  |
| 20 (5)   | "Susana puso el glamour en La Vega"                        | 13 de agosto de 2017     | Susana Rivera                  | 42   | ?                    |  |
| 21 (6)   | "Sebastián sacó ronchas en La Vega"                        | 20 de agosto de 2017     | Sebastián Miranda              | 28   | Santiago de Chile    |  |
| 22 (7)   | "¿Douglas superó su flojera?"                              | 27 de agosto de 2017     | Douglas Vergara                | 23   | Santiago de Chile    |  |
| 23 (8)   | "¿Natalia cambiará su actitud?"                            | 3 de septiembre de 2017  | Natalia Barros                 | 21   | ?                    |  |
| 24 (9)   | "Lissette cambió el tablón por La Vega"                    | 10 de septiembre de 2017 | Lissette Rocha                 | 23   | Santiago de Chile    |  |

### Pruebas
| Capítulo | Participante              | Prueba del tesoro | Objeto a recuperar                                                                             | Superado     | Prueba del bono (del doble turno y en equipo para la segunda temporada) | Superado |  |
| -------- | ------------------------- | --- | ---------------------------------------------------------------------------------------------- | ------------ | --- | -------- |  |
| 1        | Gerson Ahumada            | Descargar un camión con cajas de alcachofas en 15 minutos.                                                                                            | Consola de videojuegos (PlayStation 3) y su teléfono celular.                                  | SI           | Organizar y coordinar el despeje de los camiones que entran y salen de La Vega y limpiar el patio del recinto en 45 minutos | NO       |  |
| 2        | Pilar Muñoz               | Llenar 5 mallas de naranjas en 7 minutos. | Chaqueta de cuero.                                                                             | NO           | Llenar una caja con camotes limpios y ordenados en 5 minutos. | SI       |  |
| 3        | Leonardo Pérez            | Hacer una venta mínimo de $3000 a 5 clientas en 10 minutos.                                                                                           | Suplementos alimenticios de esteroides.                                                        | NO           | Trasladar 10 cajas de frutillas desde el local hasta una camioneta en 10 minutos. | SI       |  |
| 4        | Mauricio Sandoval         | Limpiar una caja de frutas en 15 minutos. | Camiseta del Club Universidad de Chile.                                                        | SI           | Apilar 1000 sopaipillas en 15 minutos. | SI       |  |
| 5        | Ligia Pamela Figueroa     | Promocionar una bandeja de queso disfrazada de vaquita en solo 10 minutos.                                                                            | Set de cosméticos.                                                                             | SI           | Pelar y sacarle el corazón a 7 manzanas en 5 minutos. | SI       |  |
| 6        | José Ignacio Arriagada    | Limpiar ollas, sartenes y todos los platos ocupados durante el día en 20 minutos.                                                                     | Consola de videojuegos Xbox 360 y su teléfono celular.                                         | SI           | Lavar todas las patatas de una malla en 10 minutos. | SI       |  |
| 7        | Priscilla Oyarzo          | Vender 14 sopaipillas en 5 minutos. | Set de cosméticos de uñas.                                                                     | NO           | Preparar una torta a la esposa del "Padrino" en 30 minutos. | SI       |  |
| 8        | Sebastián Yovanovich      | Cortar 50 láminas de queso en 3 minutos. | Su teléfono celular y el regalo que debe enviarle a su pequeña hermana que está de cumpleaños. | SI           | Hacer una paila de cobre. | SI       |  |
| 9        | Fredd Díaz                | Limpiar la parrilla, cortar, cocinar y sazonar la carne en 15 minutos.                                                                                | Blue Ray.                                                                                      | SI           | Pintar la rejilla del nuevo acceso a la administración de La Vega en 20 minutos. | SI       |  |
| 10       | Alexandra Cuevas          | Pelar una olla de patatas en 10 minutos. | Camiseta de la Selección chilena de fútbol y su teléfono celular.                              | NO           | Picar porotos verdes en 20 minutos. | SI       |  |
| 11       | Mario Espinoza            | Vender $5.000 de verduras en 5 minutos. | Par de zapatillas Nike y su teléfono celular.                                                  | No realizado | Moler la canela hasta dejarlo en polvo, pesar y sellar varias bolsas en 15 minutos. | SI       |  |
| 12       | Cristián Silva            | Dejar limpio el suelo de la fiambrería en 5 minutos.                                                                                                  | El Dicheridu y su teléfono celular.                                                            | SI           | Hacer 5 masaje express y juntar $5.000 de propina en 10 minutos. | SI       |  |
| 13       | Fernando Córdova          | Vender 100 barras de pescado congelado en 20 minutos disfrazado de tiburón.                                                                           | Caja de películas y su teléfono celular.                                                       | NO           | Hacer 15 bandejas de ensaladas en 15 minutos. | SI       |  |
| 14       | Víctor Moya               | Ordenar todas las canastas de verduras en 10 minutos.                                                                                                 | Lector de Cd y su teléfono celular.                                                            | SI           | Cosechar una caja de frutillas en 15 minutos. | SI       |  |
| 15       | Camila Arismendi          | Hacer 5 bandejas de chapsui en 5 minutos. | Notebook marca VAIO.                                                                           | SI           | Deberá cantar ante el público del patio de comidas de La Vega y recaudar $5.000 como mínimo. | SI       |  |
| 16       | Hans Landeros y Pía Salas | pelar habas lo más rápido posible y hacer una bolsa de 500 gr.                                                                                        | Smartphones (Hans) caja de maquillaje (Pía)                                                    | SI (Pía)     | Deberán atrapar con argollas información de cortes de carne, luego deberán identificar en donde van | NO       |  |
| 17       | Sandy Mendez              | Empaquetar y clasificar lechugas para luego ponerlas en sus respectivas góndolas                                                                      | Su teléfono celular                                                                            | NO           | Deberán separar diversos huevos según su tipo y llevarlos de una mesa a otra con los ojos vendados en 5 minutos con obstáculos incluidos                                                                                           | SI       |  |
| 18       | Matías Sandoval           | enmallar 4 sacos de patatas y depositarlos en una bodega en el menor tiempo posible                                                                   | Su consola de videojuegos, Xbox 360                                                            | SI           | En 3 minutos deben sacar los huevos de las bandejas para que formen la frase "La Vega" | SI       |  |
| 19       | Norman Ulcen              | Envolver unos cajones para luego ponerlos en unos palletts                                                                                            | bicicleta                                                                                      | NO           | En 4 minutos debe hacer jugo de fruta con una bicicleta elíptica y llenar 2 vasos hasta el tope | SI       |  |
| 20       | Susana Rivera             | Deberá buscar en un montón de basura (con una escoba) una pelota para luego meterla en el arco del rival y luego meter la basura en un bote de basura | Anillo de oro blanco y 2 aros de diamantes                                                     | SI           | Cortar cabezas y tripas de 20 pescados uno en uno para luego llevarlos a la otra mesa en donde sus compañeros le sacaran las escamas y filetear las presas en 5 minutos                                                            | SI       |  |
| 21       | Sebastián Miranda         | Tomar una pila de cajas y convertirla en una sola caja juntando la pila                                                                               | Su laptop marca Acer                                                                           | NO           | Debe realizar adivinanzas junto a su compañera y ella debe identificar los productos de las adivinanzas, luego deben llevar el cubo en donde se encuentra el producto a una mesa en donde deben apilarlos, todo esto en 5 minutos. | NO       |  |
| 22       | Douglas Vergara           | Armar 6 cajones con 20 lechugas cada uno para despacharlos, Douglas y su contrincante tendrán una mano inmovilizada                                   | Su teléfono celular                                                                            | NO           | Su compañero deberá arrastrar con un palo sobre una barra los quesos, luego Douglas deberá identificar el sabor, luego clasificarlos en una pizarra, solo se puede equivocar en un solo tipo de queso, todo esto en 5 minutos      | NO       |  |

### Remuneraciones
| Capítulo | Participante              | Piso     | Capataz 1° día | Capataz 2° día | Capataz 3° día | Bono     | Subtotal | Descuento | Remuneración total1 | Fondo destinado (Dilema) | Resultado final |  |
| -------- | ------------------------- | -------- | -------------- | -------------- | -------------- | -------- | -------- | --------- | ------------------- | --- | --- |  |
| 1        | Gerson Ahumada            | $100.000 | $50.000        | $90.000        | $50.000        | $0       | $290.000 | $30.000   | $260.000            | A su hijo de 3 años a quien le debe pensión alimenticia.                                                                                       | Trabaja en una empresa constructora para seguir pagando la pensión de su hijo, rindió la PSU para estudia ingeniería civil industrial |  |
| 2        | Pilar Muñoz               | $100.000 | $60.000        | $80.000        | $60.000        | $100.000 | $400.000 | $35.000   | $365.000            | Para empezar a pagar el arriendo de su casa por cuenta propia.                                                                                 | Retomó su carrera universitaria, trabaja esporádicamente, y es captadora de clientes en una empresa de encomiendas. |  |
| 3        | Leonardo Pérez            | $100.000 | $20.000        | $50.000        | $10.000        | $100.000 | $280.000 | $30.000   | $250.000            | Para él mismo (Su familia dejó el programa en medio del alboroto del participante por recibir poca remuneración y discutir con los capataces). | Su relación con su novia 10 años mayor llegó a su fin, tiempo después retomaron la relación, dedica su tiempo a entrenar en el gimnasio, tuvo un trabajo esporádico, realiza eventos de despedidas de soltero junto a una amigo, postuló a un reality show. |  |
| 4        | Mauricio Sandoval         | $100.000 | $80.000        | $90.000        | $60.000        | $100.000 | $430.000 | $30.000   | $400.000            | A su hija a quien le debe pensión alimenticia.                                                                                                 | Actualmente es chofer de buses del Transantiago, y vive solo. |  |
| 5        | Ligia Pamela Figueroa     | $100.000 | $30.000        | $100.000       | $80.000        | $100.000 | $410.000 | $30.000   | $380.000            | El dinero fue destinado a su madre quien se lo administrará para sus futuros estudios universitarios.                                          | Trabajó en la pastelería de La Vega durante una semana, y realizó algunos trabajos esporádicos, ya no vive con su madre y está en busca de trabajo. |  |
| 6        | José Ignacio Arriagada    | $100.000 | $50.000        | $70.000        | $80.000        | $100.000 | $400.000 | $30.000   | $370.000            | El dinero fue destinado a sus padres, quienes lo dieron todo por él en toda su vida.                                                           | Retomó sus estudios universitarios. |  |
| 7        | Priscilla Oyarzo          | $100.000 | $80.000        | $70.000        | $100.000       | $100.000 | $430.000 | $30.000   | $400.000            | El dinero recaudado lo utilizó para sustentarse por cuenta propia durante 2 meses sin recibir la ayuda económica de su familia.                | Trabaja en una AFP vendiendo seguros, ahora tiene independencia económica. |  |
| 8        | Sebastián Yovanovich      | $100.000 | $50.000        | $60.000        | $70.000        | $100.000 | $380.000 | $30.000   | $350.000            | El dinero recaudado fue para él mismo con el consentimiento de su padre, quien le perdonó la pérdida de su auto de $32.000.000.                | Trabaja junto a su padre en la compra y venta de vehículos, y recibió la camioneta de regalo que le prometieron. |  |
| 9        | Fredd Díaz                | $100.000 | $70.000        | $100.000       | $20.000        | $100.000 | $390.000 | $30.000   | $360.000            | El dinero recaudado fue para su madre, quien comprará los implementos para trabajar en peluquería.                                             | Trabaja con su padre en la construcción. |  |
| 10       | Alexandra Cuevas          | $100.000 | $60.000        | $70.000        | $80.000        | $100.000 | $410.000 | $30.000   | $380.000            | El dinero recaudado fue para sus padres. | Trabaja en un local de comida rápida, además de retomar sus estudios de técnico de minería. |  |
| 11       | Mario Espinoza            | $100.000 | $90.000        | $80.000        | $95.000        | $100.000 | $465.000 | $35.000   | $430.000            | Devolver el dinero prestado a su madre y a sus pequeños hermanos, y el resto guardar y administrar bien para viajar.                           | Rindió la PSU para ingresar la universidad, aunque no tiene decidido aun lo que desea estudiar. |  |
| 12       | Cristián Silva            | $100.000 | $50.000        | $80.000        | $90.000        | $100.000 | $420.000 | $30.000   | $390.000            | Pagar una deuda de $200.000 que tiene con su tío y el resto se lo administra su familia para los implementos como masajista.                   | Inició su propia empresa de masajes a domicilio, está en busca de empresas que desean el servicio para sus empleados. |  |
| 13       | Fernando Córdova          | $100.000 | $90.000        | $70.000        | $100.000       | $100.000 | $460.000 | $30.000   | $430.000            | Regaló $50.000 al capataz del 1° día para los exámenes de la enfermedad de su hija, y el resto del dinero se lo guardó para beneficio propio.  | No trabaja ni estudia, está ejercitándose para bajar de peso, tiene un proyecto de negocios de comida árabe y busca inversionistas. |  |
| 14       | Víctor Moya               | $100.000 | $70.000        | $90.000        | $70.000        | $100.000 | $430.000 | $30.000   | $400.000            | Cancelar todas las deudas que tiene, para eso su madre administra el dinero recaudado.                                                         | Realiza trabajo esporádicos, estudiará para ser ayudante de cabina. |  |
| 15       | Camila Arismendi          | $100.000 | $70.000        | $80.000        | $100.000       | $100.000 | $450.000 | $30.000   | $420.000            | Buscar trabajo, grabar una canción y empezar a cocinar junto a su madre.                                                                       | Retomó su carrera artística y está enfocada para lograr sus sueños, trabaja esporádicamente en eventos como doble de Cecilia Pantoja. |  |
| 16       | Hans Landeros y Pía Salas | $100.000 | $0             | $0             | $0             | $100.000 | $200.000 | $0        | $200.000            | El dinero fue destinado al arreglo del auto y beneficio propio                                                                                 | La relación de Hans con su mamá se deterioro ya que ella le bloqueo la tarjeta, con el dinero ganado Hans y Pía arreglaron el auto pero 6 días después lo chocaron.                                                                                         |  |

Nota 1: La remuneración que reciben los participantes está valorado en pesos chilenos.
Nota 2:En la segunda temporada se usa un sistema de todo o nada ($100.000 o nada).
Nota 3: El bono de la segunda temporada considera la superación de la prueba del doble turno y el bono de limpieza del cuarto ($100.000) cada uno.